# Being Mick
Being Mick es una película documental británica de 2001 dirigida por Kevin Macdonald y Jim Gable. Narra la vida de Mick Jagger durante un año. Gran parte de la película fue filmada por Mick utilizando una cámara de mano. La película documenta su grabación del álbum Goddess in the Doorway, así como su vida cotidiana, incluyendo a su familia y amigos. En la película, Mick asiste a una recaudación de fondos de caridad organizada por Elton John, así como el estreno de la película de Kate Winslet, Enigma, producida por la compañía cinematográfica de Jagger.

## Reparto
- Mick Jagger como él mismo.
- Bono como él mismo.
- Bob Geldof como él mismo.
- Hugh Grant como él mismo.
- Jerry Hall como él mismo.
- George Hickenlooper como él mismo.
- Elizabeth Jagger como ella misma.
- Gabriel Jagger como él mismo.
- Georgia Jagger como ella misma.
- Jade Jagger como ella misma.
- Wyclef Jean como él mismo.
- Elton John como él mismo.
- Lenny Kravitz como él mismo.
- Keith Richards como él mismo.
- Dougray Scott como él mismo.
- Britney Spears como ella misma.
- Sting como él mismo.
- James Threapleton como él mismo.
- Pete Townshend como él mismo.
- Kate Winslet como ella misma.
- Ron Wood como él mismo.
- Bill Wyman como él mismo.